# 亡命暗殺令2
《亡命暗殺令2》是電子遊戲公司BioWare在推出的3D第三人称射击游戏，游戏是1997年電子遊戲《亡命暗殺令》的續作。游戏于2000年由Interplay发行于Dreamcast。前作原為由電子娛樂產業Shiny娛樂所開發，續作則改為曾負責RPG作品《柏德之門》中遊戲程式開發的BioWare接手。
《亡命暗殺令2》最初在2000年發行家用PC及Dreamcast主機兩種平台版本，後續2001年發行PlayStation 2版本時遊戲名稱則修改為《亡命暗殺令2：世界末日》（MDK2：Armageddon）；並添加可選擇遊戲難度的設定。
後續2011年先前BioWare的工作成員將《亡命暗殺令2》重製成Wii主機上的WiiWare版本，同時將遊戲畫面給重新繪製。並另發行具備HD高解析畫面的《亡命暗殺令2 HD》（MDK2 HD）。
遊戲內容不同於前作中玩家從頭至尾皆只能操控同一位人物，《亡命暗殺令2》修改為會依關卡的順序不同而讓玩家輪流使用3名不同角色。作品中最後的關卡則讓玩家從3名角色中來挑選一位闖關，結局也依挑選角色的不同而有所差異。

## 遊戲內容

### 劇情
遊戲開頭內容接續上一回作品的結尾。故事為在太空船上舉行打敗邪惡外星人慶功宴的寇特·海提克，正與他的朋友霍金斯博士及機器狗麥斯慶祝時，突然偵測到地球上還殘留一台掠奪地球資源的外星採礦車。
為了打倒殘留的外星採礦車，寇特再次回到地球上準備擊倒敵手。正當寇特擊毀外星人殘黨時，冷不防地被一名巨大的外星人「Shwang Shwing」給擄走。
事後在太空船上發現寇特被擄走的霍金斯博士及麥斯兩人，為了救回寇特而追趕Shwang Shwing；並來到了星球「Swizzle Firma」。
在Swizzle Firma星球上，寇特一行人除了設法需擊敗Shwang Shwing外、最後將會面對先前下令進攻地球的幕後黑手。

### 主要角色
寇特·海提克（Kurt Hectic）
前作中解救地球免於受外星人侵略的英雄，平時擔任霍金斯博士身旁處理雜事的清潔工。
身上藉由穿戴著霍金斯博士所發明的特製戰鬥衣、以及狙擊槍來對抗外星敵人。遊戲中以寇特為主角的關卡皆偏向技巧性動作為主。
麥斯（Max）
為由霍金斯博士一手打造、擁有人工智能及四隻手臂的機器狗。
因在遊戲中最多可同時持有四把槍枝，以麥斯為主角的關卡皆偏向以重裝火力突擊為主。
福魯克·霍金斯博士（Dr.Fluke Hawkins）
一名性格怪戾的天才，喜愛遠離地球待在太空船上做研究。
霍金斯博士在遊戲裡需善用所拾獲的物品來發明成可用的道具，以他為主角的關卡皆偏向解謎為主。

## 作品文宣
- 非凡的智謀、狙擊、及進攻火力（Out Think、Out Snipe、Out Shoot）

## 評價
- 雜誌《電腦玩家》110期給予《亡命暗殺令2》4顆星的分數，並評列為幽默有趣的動作遊戲、缺陷則為作品中謎題的難度略為不足。[7]

## 外部連結
- BioWare的《亡命暗殺令2》作品資訊（英文）
- Wii版本的《亡命暗殺令2》官方網站 （页面存档备份，存于）（英文）
- 互動娛樂的《亡命暗殺令2》技術問答（英文）
- 互联网电影数据库（IMDb）上《亡命暗殺令2(2000)》的资料（英文）